# 龙卷风走廊

龙卷风走廊（红色）。以每十年發生1次或以上龍捲風為基礎的龍捲風走廊圖。大致位置（紅色）及其相關天氣系統

龙卷风走廊（Tornado Alley）是美国龙卷风发生最频繁的一块地区，位于美国中部。这里的龙卷风通常发生在晚春和初夏，原因来自赤道的暖湿空气与来自加拿大和落基山脉的干燥冷空气相遇。
它没有明确定義，一般包括德克萨斯州、俄克拉荷马州、堪萨斯州、内布拉斯加州、南达科他州、威斯康辛州、明尼苏达州、伊利诺伊州、印第安纳州、密蘇里州、阿肯色州、北达科他州、蒙大拿州、俄亥俄州、科羅拉多州和怀俄明州东部。其中的龙卷风活动越往北越频繁。南安大略也受此影响。

## 地理區域

美国的龙卷风活动。

1952年，美国空军气象学家欧内斯特（Ernest J. Fawbush；1915-1982）少校和罗伯特·米勒（Robert C. Miller；1920-1998）上尉首次提出该词，用来研究得克萨斯州和俄克拉荷马州部分地区的恶劣天气。
但龙卷风走廊一直没有明确官方定义。国家气象局只是说媒体用它指一些龙卷风高发地区。因此，不同定义下其涵盖的范围会出现差异。一些研究人员认为有龙卷风走廊不止一个。除了得克萨斯州/俄克拉荷马州/堪萨斯州核心区域之外，还包括上中西部、俄亥俄河谷下游、田纳西河谷和密西西比河谷下游。
在美国东南部，尤其是密西西比河谷下游和田纳西河谷上游，龙卷风高发区也叫迪克西走廊（Dixie Alley），这个词由国家强风暴预报中心前任主任阿伦·皮尔森（Allen Pearson）1971年提出 。2018年一项研究发现，1979年至2017年，龙卷风发生地区整体在向东（即迪克西走廊）转移。
伊利諾州、威斯康辛州、明尼蘇達州、印第安納州、密西根州和俄亥俄州西部有時也被納入龍捲風走廊。 一些研究表明，在龍捲風走廊北部到達加拿大大草原的地方，龍捲風變得越來越頻繁。
地球上沒有一個地方完全沒有龍捲風，然而，龍捲風在美國發生得更為頻繁，特別是在中部各州，西邊是落基山脈，東邊是阿巴拉契亞山脈。 德州是各州中龍捲風發生次數最多的州。根據2007年收集的數據，堪薩斯州和俄克拉荷馬州在單位面積龍捲風數量方面分別排名第一和第二。然而，2013 年美國國家氣候資料中心 (National Climatic Data Center) 的統計數據顯示，儘管佛羅裡達州並不位於龍捲風走廊，但它卻是全美龍捲風發生次數最多的州。